# Lange Gasse 25 (Quedlinburg)

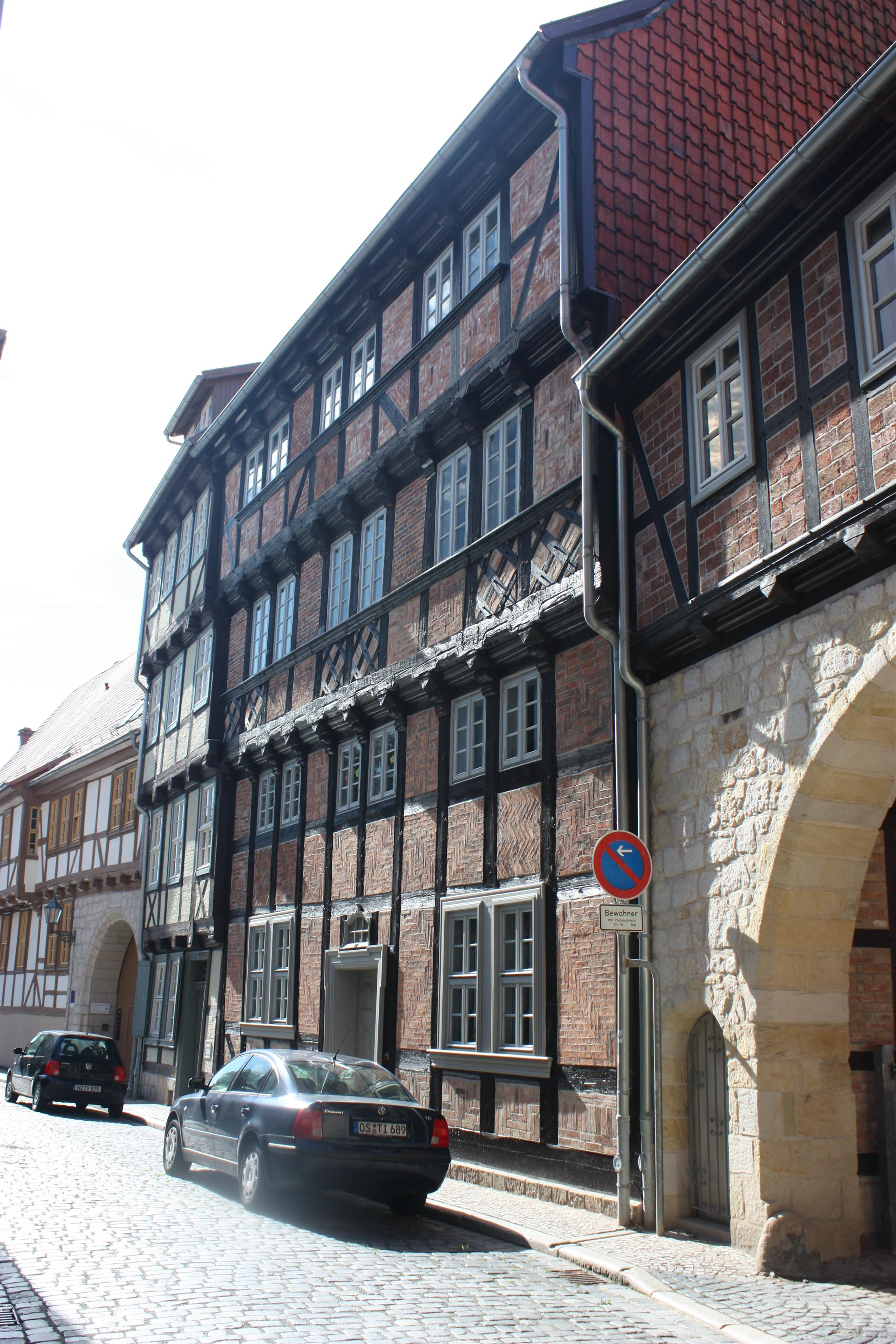
Haus Lange Gasse 25

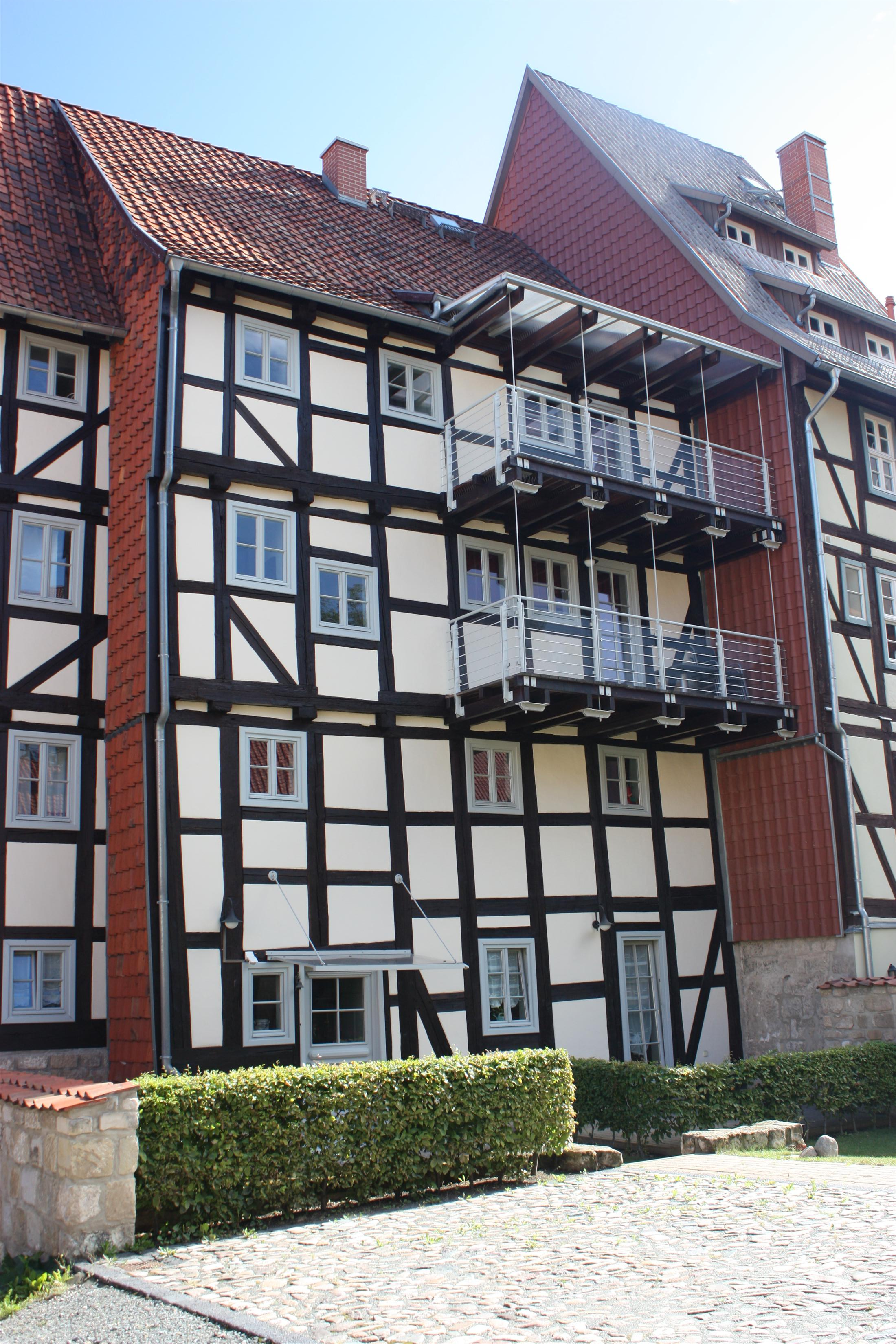
Hofseite

Das Haus Lange Gasse 25 ist ein denkmalgeschütztes Gebäude in Quedlinburg in Sachsen-Anhalt.

## Lage
Das im Quedlinburger Denkmalverzeichnis als Wohnhaus eingetragene Gebäude befindet sich im Quedlinburger Stadtteil Westendorf und gehört zum UNESCO-Weltkulturerbe. Östlich grenzt das gleichfalls denkmalgeschützte Haus Lange Gasse 24, westlich das Haus Lange Gasse 26 an.

## Architektur und Geschichte
Das dreigeschossige Fachwerkhaus wurde im Jahr 1685 durch den in einer mit einem Wappen versehenen Inschrift (ZIM. ANDREAS BÄSEN) an der Stockschwelle genannten Baumeister Andreas Besen errichtet. Es verfügt über ein Zwischengeschoss. Die Fachwerkfassade ist mit Pyramidenbalkenköpfen, brüstungshohen Rautenkreuzen und profilierten Brüstungshölzern verziert. In den Gefachen finden sich Zierausmauerungen. Bemerkenswert ist ein im Stil des Barock entstandenes Portal mit Oberlicht und einer geohrten Umrahmung. Es erfolgte eine Nutzung als Diakonat.
Im Inneren des Hauses befinden sich noch mehrere aus dem 17. Jahrhundert stammende Türen und ein Stuckkamin. Die Haustreppe entstand um 1720 im Stil des Barock.